# SNCF X 2400 sorozat

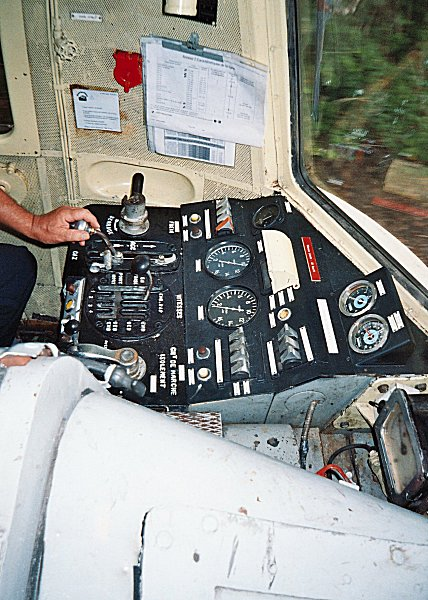
A motorvonat vezetőállása

Az SNCF X 2400 sorozat egy francia dízelmotorvonat-sorozat volt. 1951 és 1955 között gyártotta a Régie Renault. Összesen 79 db készült belőle. 1989-ben selejtezték.